# Metropolitana di Giacarta
La metropolitana di Giacarta è la metropolitana che serve la città indonesiana di Giacarta.
La linea 1 è stata inaugurata il 24 marzo 2019 ed è attualmente l'unica linea della rete.